# Quel che passa il convento
Quel che passa il convento è stato un programma gastronomico italiano trasmesso su TV2000 dal lunedì al venerdì, condotto da Virginia Conti insieme a Domenico de Stradis a partire dal 2010 fino al 2024.

## Format
La trasmissione prevede ogni giorno la preparazione di ricette poco costose e legate ai costumi regionali con l'utilizzo di ingredienti semplici.
Il programma, firmato da Marina Pizzi e Paolo Taggi, è curato da Paola Buonomini, ed è stato il primo format di cucina italiano ambientato in un contesto ecclesiastico.
Vi collabora il religioso don Domenico de Stradis, monaco cistercense dell'Abbazia di Casamari (Frosinone).